# Csaba Hüttner
Csaba Hüttner, född den 20 januari 1971 i Budapest i Ungern, är en ungersk kanotist.
Han tog bland annat VM-guld i C-2 200 meter i samband med sprintvärldsmästerskapen i kanotsport 1997 i Dartmouth Kanada.